# 梨郷駅
梨郷駅（りんごうえき）は山形県南陽市竹原にある山形鉄道フラワー長井線の駅である。

## 歴史
この駅は1913年（大正2年）の10月26日、長井軽便線の赤湯駅から当駅までの開通とともに開業する。当時は終着駅であったが、そのわずか1年ほどあとの1914年（大正3年）11月15日に長井軽便線は当駅から長井駅まで延伸となり、この駅は中間駅となった。1922年（大正11年）の9月2日には軽便鉄道法の廃止により長井軽便線が長井線に改称となったためこの駅も国鉄長井線の駅となり、その後1987年（昭和62年）の4月1日には国鉄の分割民営化に伴い東日本旅客鉄道（JR東日本）長井線の駅となった。1988年（昭和63年）の10月25日に長井線は山形鉄道に転換されフラワー長井線となった。

### 年表
- 1913年（大正2年）10月26日：長井軽便線赤湯 - 梨郷間開通と共に開業[1]。
- 1961年（昭和36年）6月10日：貨物取扱廃止[1]。
- 1965年（昭和40年）4月1日：業務委託駅となる[2]。
- 1971年（昭和46年）10月1日：荷物扱い廃止[3]。駅無人化[4]。ただし、翌年3月31日までは（日曜・祝日を除く）6時から15時半まで旅客扱い要員を1名配置する[5]。
- 1987年（昭和62年）4月1日：国鉄分割民営化に伴い、JR東日本の駅となる[1]。
- 1988年（昭和63年）10月25日：山形鉄道へ移管[1][6]。
- 1999年（平成11年）7月5日：南陽市により現在の駅舎が建てられる。

## 駅構造
単式ホーム1面1線の地上駅。国鉄長井線時代に無人駅になっている。
開業当初は終着駅で元は島式ホーム1面2線を有していたが、その駅舎側の1線が撤去され跡地は土で埋められたために、今はその名残として列車がホームに進入する手前で線路が曲がっている。旧来からの駅舎は長井線では標準形のものであり、時庭駅や西大塚駅などにも同型のものがあったが今は撤去され、1999年（平成11年）7月に南陽市が建てたログハウス風の小さな待合所が現在の駅舎である。

## 利用状況
1日平均乗車人員は下記の通りである。
| 乗車人員推移 | 乗車人員推移     |
| 年度         | 一日平均乗車人員 |
| ------------ | ---------------- |
| 1997         | 35               |
| 1998         | 34               |
| 1999         | 34               |
| 2000         | 33               |
| 2001         | 31               |
| 2002         | 31               |
| 2003         | 29               |
| 2004         | 29               |
| 2005         | 27               |
| 2006         | 26               |
| 2007         | 25               |
| 2008         | 25               |
| 2009         | 24               |
| 2010         | 24               |
| 2011         | 24               |
| 2012         | 23               |
| 2013         | 21               |
| 2014         | 20               |
| 2015         | 19               |
| 2016         | 19               |
| 2017         | 19               |

## 駅周辺
田園地帯の広がる梨郷地区に所在する。水田が広がる中にこの駅の周りのみ市役所の出張所や学校などが集まっており、梨郷地区の玄関口となっている。当駅から南方向に300メートルほど進むと国道113号に出ることができる。
- 南陽市役所梨郷出張所
- 南陽市立梨郷小学校
- 梨郷郵便局
- 南陽警察署梨郷駐在所

- 竜樹山
- 寺坂峠
- 最上川
- 国道113号

## 隣の駅
山形鉄道
■フラワー長井線
おりはた駅 - 梨郷駅 - 西大塚駅